# Poyartin
Poyartin (gaskonsko Poi Artin) je naselje in občina v francoskem departmaju Landes regije Akvitanije. Naselje je leta 2009 imelo 724 prebivalcev.

## Geografija
Kraj leži v pokrajini Gaskonji 17 km jugovzhodno od Daxa.

## Uprava
Občina Poyartin skupaj s sosednjimi občinami Cassen, Clermont, Gamarde-les-Bains, Garrey, Gibret, Goos, Gousse, Hinx, Louer, Lourquen, Montfort-en-Chalosse, Nousse, Onard, Ozourt, Poyanne, Préchacq-les-Bains, Saint-Geours-d'Auribat, Saint-Jean-de-Lier, Sort-en-Chalosse in Vicq-d'Auribat sestavlja kanton Montfort-en-Chalosse s sedežem v Montfortu. Kanton je sestavni del okrožja Dax.

## Zanimivosti
- gotska cerkev sv. Jerneja iz 14. do 17. stoletja, od leta 1998 na seznamu francoskih zgodovinskih spomenikov,
- graščina Labouran.